# Munidopsis lignaria
Munidopsis lignaria är en kräftdjursart som beskrevs av A. B. Williams och Baba 1990. Munidopsis lignaria ingår i släktet Munidopsis och familjen trollhumrar. Inga underarter finns listade i Catalogue of Life.